# Liste de jeux vidéo Mario
 (septembre 2016).
Si vous disposez d'ouvrages ou d'articles de référence ou si vous connaissez des sites web de qualité traitant du thème abordé ici, merci de compléter l'article en donnant les références utiles à sa vérifiabilité et en les liant à la section « Notes et références ».
Avec les succès de Donkey Kong en 1981 puis de Mario Bros. en 1983, Mario devient une véritable mascotte pour Nintendo. Il fera son apparition dans plus de deux cents jeux vidéo, parfois très éloignés du concept original. On le verra entre autres dans de nombreux jeux de sport (golf et tennis avant tout), de puzzles, de courses et de combats. Néanmoins Mario aura toujours droit à un ou plusieurs épisodes avec un gameplay de jeu de plates-forme plus ou moins proche des titres qui ont lancé la série. Vu la popularité du personnage, Nintendo mise souvent sur son petit plombier moustachu pour soutenir ses consoles.

## Jeux principaux
En raison de la grande popularité du personnage et du coût nécessaire pour créer et faire connaitre de nouveaux personnages, Nintendo utilise de la licence Mario dans plusieurs licences, et le plombier fera son apparition dans de nombreux jeux où il fera office de personnage principal ou secondaire, jouable la plupart du temps.

### Années 2000
| Année | Console          | Titre                                        | Série                 | Genre                | Note |
| ----- | ---------------- | -------------------------------------------- | --------------------- | -------------------- | --- |
| 2001  | Game Boy Color   | Mario Family                                 | -                     | Jeu de couture       | Seul jeu Nintendo nécessitant une vraie machine à coudre, la JN-100 puis la JN-2000. Jeu uniquement sorti au Japon.         |
| 2001  | Nintendo 64      | Dr. Mario 64                                 | Dr. Mario             | Jeu de puzzle        | - |
| 2001  | Nintendo 64      | Paper Mario                                  | Paper Mario           | Jeu vidéo de rôle    | Son nom bêta était Super Mario RPG 2, mais le jeu a dû être renommé à la suite d'un problème de copyrights avec Squaresoft. |
| 2001  | Game Boy Advance | Super Mario Advance                          | Super Mario           | Jeu de plates-formes | Rééditions de Super Mario Bros. 2 et Mario Bros.-arcade                                                                     |
| 2002  | GameCube         | Super Mario Sunshine                         | Super Mario           | Jeu de plates-formes | Apparition de Bowser Jr. |
| 2003  | Game Boy Advance | Mario and Luigi: Superstar Saga              | Mario and Luigi       | Jeu vidéo de rôle    | Premier opus de la série Mario and Luigi.                                                                                   |
| 2004  | Game Boy Advance | Mario vs. Donkey Kong                        | Mario vs. Donkey Kong | Jeu de plates-formes | Premier opus de la série.                                                                                                   |
| 2004  | Game Boy Advance | Super Mario Ball                             | -                     | Jeu de flipper       | Ce jeu emploie beaucoup d'éléments de Paper Mario et Super Mario 64.                                                        |
| 2004  | GameCube         | Paper Mario : La Porte millénaire            | Paper Mario           | Jeu vidéo de rôle    | Deuxième opus de la série Paper Mario                                                                                       |
| 2005  | Nintendo DS      | Mario et Luigi : Les Frères du temps         | Mario and Luigi       | Jeu vidéo de rôle    | Deuxième opus de la série Mario and Luigi                                                                                   |
| 2005  | Game Boy Advance | Dr. Mario and Puzzle League                  | Dr. Mario             | Jeu de puzzle        | - |
| 2006  | Nintendo DS      | New Super Mario Bros.                        | Mario Bros.           | Jeu de plates-formes | |
| 2006  | Nintendo DS      | Mario vs. Donkey Kong 2 : La Marche des Mini | Mario vs. Donkey Kong | Jeu de puzzle        | Deuxième opus de la série Mario vs. Donkey Kong                                                                             |
| 2007  | Wii              | Super Mario Galaxy                           | Super Mario           | Jeu de plates-formes | Apparition d'Harmonie. |
| 2007  | Wii              | Super Paper Mario                            | Paper Mario           | Jeu vidéo de rôle    | Troisième opus de la série Paper Mario                                                                                      |
| 2008  | WiiWare          | Dr. Mario et Bactéricide                     | Dr. Mario             | Jeu de puzzle        | - |
| 2008  | DSiWare          | Une pause avec... Dr. Mario                  | Dr. Mario             | Jeu de puzzle        | - |
| 2009  | Nintendo DS      | Mario et Luigi : Voyage au centre de Bowser  | Mario and Luigi       | Jeu vidéo de rôle    | Troisième opus de la série Mario and Luigi, retour de Gracowitz                                                             |
| 2009  | Nintendo DSi     | Mario vs. Donkey Kong : Le Retour des Mini ! | Mario vs. Donkey Kong | Jeu de puzzle        | Troisième opus de la série Mario vs. Donkey Kong                                                                            |
| 2009  | Wii              | New Super Mario Bros. Wii                    | Mario Bros.           | Jeu de plates-formes | Retour des Koopalings |

### Années 2010
| Année | Console                 | Titre                                          | Série                 | Genre                   | Note |
| ----- | ----------------------- | ---------------------------------------------- | --------------------- | ----------------------- | --- |
| 2010  | Wii                     | Super Mario Galaxy 2                           | Super Mario           | Jeu de plates-formes    | Suite de Super Mario Galaxy |
| 2011  | Arcade                  | New Super Mario Bros. Wii Coin World           | Mario Bros.           | -                       | Jeu uniquement sorti au Japon. C'est une machine à sous mélangé à de l'arcade se jouant à 4 en incarnant Mario, Luigi et deux Toads. |
| 2011  | Nintendo DS             | Mario vs. Donkey Kong : Pagaille à Mini-Land ! | Mario vs. Donkey Kong | Jeu de puzzle           | Quatrième opus de la saga Mario vs. Donkey Kong                                                                                      |
| 2011  | Nintendo 3DS            | Super Mario 3D Land                            | Super Mario           | Jeu de plates-formes    | - |
| 2012  | Nintendo 3DS            | New Super Mario Bros. 2                        | Mario Bros.           | Jeu de plates-formes    | - |
| 2012  | Nintendo 3DS            | Paper Mario: Sticker Star                      | Paper Mario           | Jeu vidéo de rôle       | Quatrième opus de la série Paper Mario.                                                                                              |
| 2012  | Wii U                   | New Super Mario Bros. U                        | Mario Bros.           | Jeu de plates-formes    | - |
| 2013  | Nintendo 3DS            | Mario and Donkey Kong: Minis on the Move       | Mario vs. Donkey Kong | Jeu de puzzle           | Cinquième opus de la série Mario vs. Donkey Kong                                                                                     |
| 2013  | Nintendo 3DS            | Mario & Luigi: Dream Team Bros.                | Mario and Luigi       | Jeu vidéo de rôle       | Quatrième opus de la série Mario and Luigi                                                                                           |
| 2013  | Wii U                   | Super Mario 3D World                           | Super Mario           | Jeu de plates-formes    | - |
| 2015  | Nintendo 3DS            | Dr. Mario: Miracle Cure                        | Dr. Mario             | Jeu de puzzle           | - |
| 2015  | Nintendo 3DS            | Puzzle & Dragons: Super Mario Bros. Edition    | -                     | Jeu de puzzle           | - |
| 2015  | Nintendo 3DS Wii U      | Mario vs. Donkey Kong: Tipping Stars           | Mario vs. Donkey Kong | Jeu de puzzle           | Sixième opus de la série |
| 2015  | Wii U                   | Super Mario Maker                              | Super Mario           | Jeu de plates-formes    | - |
| 2015  | Nintendo 3DS            | Mario & Luigi: Paper Jam Bros.                 | Mario and Luigi       | Jeu vidéo de rôle       | Cinquième opus de la série Mario and Luigi, faisant intervenir Paper Mario                                                           |
| 2016  | Nintendo 3DS Wii U      | Mini-Mario & Friends: Amiibo Challenge         | Mario vs. Donkey Kong | Jeux vidéo de réflexion | Septième jeu de la série Mario vs. Donkey Kong et le premier où l'on utilise des amiibo                                              |
| 2016  | Wii U                   | Paper Mario: Color Splash                      | Paper Mario           | Jeu vidéo de rôle       | Cinquième opus de la série Paper Mario                                                                                               |
| 2016  | iPhone, iPad et Android | Super Mario Run                                | -                     | Jeu de plates-formes    | Premier jeu mobile de Nintendo |
| 2017  | Nintendo Switch         | Super Mario Odyssey                            | Super Mario           | Jeu de plates-formes    | |
| 2019  | iPhone, iPad et Android | Dr. Mario World                                | Dr. Mario             | Jeu de puzzle           | |
| 2019  | Nintendo Switch         | Super Mario Maker 2                            | Super Mario           | Jeu de plates-formes    | |

### Années 2020
| Année | Console         | Titre                                 | Série          | Genre                | Note                                    |
| ----- | --------------- | ------------------------------------- | -------------- | -------------------- | --------------------------------------- |
| 2020  | Nintendo Switch | Paper Mario: The Origami King         | Paper Mario    | Jeu vidéo de rôle    | Sixième opus de la série Paper Mario    |
| 2023  | Nintendo Switch | Super Mario Bros. Wonder              | Mario Bros.    | Jeu de plates-formes | -                                       |
| 2024  | Nintendo Switch | Mario et Luigi : L'Épopée fraternelle | Mario et Luigi | Jeu vidéo de rôle    | Sixième opus de la série Mario et Luigi |

## Jeux secondaires
Avec le développement et la démocratisation du jeu vidéo, Nintendo vend toujours plus son personnage dans des jeux sous licence Mario. Mais il est alors souvent accompagné de nombreux acolytes, créés au fur et à mesure des titres par la firme nippone, comme Luigi, Toad, Wario, etc. Dans cette liste, il y a donc tous les jeux de licence Mario où il n'est pas le personnage principal car il est en concurrence avec ses amis. Les jeux de la série Super Smash Bros. et les jeux où le personnage principal est un personnage de son univers (Luigi, Wario, Toad, Peach) mais qu'il est présent d'une façon ou d'une autre sont comptés.
| Année | Console            | Titre                                                     | Série                              | Genre                    | Note |
| ----- | ------------------ | --------------------------------------------------------- | ---------------------------------- | ------------------------ | --- |
| 1992  | Super Nintendo     | Super Mario Kart                                          | Mario Kart                         | Jeu vidéo de course      | Premier jeu de la série Mario Kart |
| 1993  | Arcade             | Mario Unkurukai                                           | -                                  | Dance Dance Revolution   | Jeu très peu connu uniquement sorti au Japon. C'est le seul jeu de danse avec Dancing Stage Mario Mix de la franchise Mario. Le joueur peut contrôler ou danser avec Yoshi ou Mario |
| 1994  | Game Boy           | Wario Land: Super Mario Land 3                            | Wario Land et Super Mario          | Jeu de plates-formes     | Troisième opus de la série Super Mario, même si celui-ci n'apparait pas. Il s'agit aussi du premier opus de la série Wario Land                                                     |
| 1995  | Virtual Boy        | Mario's Tennis                                            | Mario Tennis                       | Jeu vidéo de tennis      | - |
| 1997  | Satellaview        | Excitebike: Bun Bun Mario Battle Stadium                  | -                                  | Jeu vidéo de course      | - |
| 1997  | Nintendo 64        | Mario Kart 64                                             | Mario Kart                         | Jeu vidéo de course      | Deuxième opus de la série Mario Kart |
| 1998  | Nintendo 64        | Mario Party                                               | Mario Party                        | Party game               | Premier opus de la série Mario Party |
| 1999  | Nintendo 64        | Super Smash Bros.                                         | Super Smash Bros.                  | Jeu de combat            | Premier opus de la série Super Smash Bros. |
| 1999  | Nintendo 64        | Mario Golf                                                | Mario Golf                         | Jeu vidéo de golf        | Premier opus de la série Mario Golf |
| 1999  | Game Boy Color     | Mario Golf                                                | Mario Golf                         | Jeu vidéo de golf        | - |
| 1999  | Nintendo 64        | Mario Party 2                                             | Mario Party                        | Party game               | Deuxième opus de la série Mario Party |
| 2000  | Nintendo 64        | Mario Tennis                                              | Mario Tennis                       | Jeu vidéo de tennis      | Premier opus de la série Mario Tennis |
| 2000  | Game Boy Color     | Mario Tennis                                              | Mario Tennis                       | Jeu vidéo de tennis      | - |
| 2000  | Nintendo 64        | Mario Party 3                                             | Mario Party                        | Party game               | Troisième opus de la série Mario Party |
| 2001  | GameCube           | Super Smash Bros. Melee                                   | Super Smash Bros.                  | Jeu de combat            | Deuxième opus de la série Super Smash Bros. |
| 2001  | Game Boy Advance   | Mario Kart Super Circuit                                  | Mario Kart                         | Jeu vidéo de course      | Troisième opus de la série Mario Kart |
| 2002  | GameCube           | Mario Party 4                                             | Mario Party                        | Party game               | Quatrième opus de la série Mario Party |
| 2003  | GameCube           | Mario Party 5                                             | Mario Party                        | Party game               | Cinquième opus de la série Mario Party |
| 2003  | GameCube           | Mario Kart: Double Dash!!                                 | Mario Kart                         | Jeu vidéo de course      | Quatrième opus de la série Mario Kart |
| 2003  | GameCube           | Mario Golf: Toadstool Tour                                | Mario Golf                         | Jeu vidéo de golf        | Deuxième opus de la série Mario Golf |
| 2004  | Game Boy Advance   | Mario Golf: Advance Tour                                  | Mario Golf                         | Jeu vidéo de golf        | Troisième opus de la série Mario Golf |
| 2004  | GameCube           | Mario Power Tennis                                        | Mario Tennis                       | Jeu vidéo de tennis      | Deuxième opus de la série Mario Tennis |
| 2004  | GameCube           | Mario Party 6                                             | Mario Party                        | Party game               | Sixième opus de la série Mario Party |
| 2004  | Arcade             | Super Mario Fushigi no Korokoro Party                     | Mario Party                        | Party game               | Ce jeu est uniquement sorti au Japon et veut dire en français "Super Mario Party Roulette du Mystère". On y joue de 8 à 16 personnes.                                               |
| 2005  | Arcade             | Super Mario Fushigi no Korokoro Party 2                   | Mario Party                        | Party game               | Ce jeu est uniquement sorti au Japon et est pareil au premier opus à quelques différences près.                                                                                     |
| 2005  | Game Boy Advance   | Mario Tennis: Power Tour                                  | Mario Tennis                       | Jeu vidéo de tennis      | Troisième opus de la série Mario Tennis |
| 2005  | GameCube           | Mario Superstar Baseball                                  | Mario Baseball                     | Jeu vidéo de baseball    | Premier opus de la série Mario Baseball |
| 2005  | GameCube           | Dancing Stage Mario Mix                                   | Dance Dance Revolution             | Jeu de rythme            | - |
| 2005  | GameCube           | Mario Smash Football                                      | Mario Strikers                     | Jeu vidéo de football    | Premier opus de la série Mario Strikers |
| 2005  | GameCube           | Mario Party 7                                             | Mario Party                        | Party game               | Septième opus de la série Mario Party |
| 2005  | Game Boy Advance   | Mario Party Advance                                       | Mario Party                        | Party game               | Premier opus de la série Mario Party sur console portable |
| 2005  | Nintendo DS        | Mario Kart DS                                             | Mario Kart                         | Jeu vidéo de course      | Cinquième opus de la série Mario Kart |
| 2005  | Borne d'arcade     | Mario Kart Arcade GP                                      | Mario Kart                         | Jeu vidéo de course      | Premier opus de la série Mario Kart sur borne d'arcade |
| 2006  | Nintendo DS        | Yoshi's Island DS                                         | Yoshi's Island                     | Jeu de plates-formes     | Suite de Super Mario World 2: Yoshi's Island |
| 2006  | Nintendo DS        | Mario Slam Basketball                                     | -                                  | Jeu vidéo de basket-ball | - |
| 2007  | Nintendo DS        | Itadaki Street DS                                         | Fortune Street                     | -                        | Premier crossover entre la série Mario et la série Dragon Quest. Il est sorti uniquement au Japon comparé à sa suite Fortune Street ou Course à la fortune.                         |
| 2007  | Nintendo DS        | Mario Party DS                                            | Mario Party                        | Party game               | Deuxième opus de la série Mario Party sur console portable |
| 2007  | Wii                | Mario Strikers Charged Football                           | Mario Strikers                     | Jeu vidéo de football    | Deuxième opus de la série Mario Strikers |
| 2007  | Wii                | Mario Party 8                                             | Mario Party                        | Party game               | Huitième opus de la série Mario Party |
| 2007  | Wii                | Mario & Sonic aux Jeux olympiques                         | Mario et Sonic aux Jeux olympiques | Jeu vidéo de sport       | Premier jeu où sont réunis Mario et Sonic |
| 2007  | Borne d'arcade     | Mario Kart Arcade GP 2                                    | Mario Kart                         | Jeu vidéo de course      | Deuxième opus de la série Mario Kart sur borne d'arcade |
| 2008  | Nintendo DS        | Mario & Sonic aux Jeux olympiques                         | Mario et Sonic aux Jeux olympiques | Jeu vidéo de sport       | - |
| 2008  | Wii                | Super Smash Bros. Brawl                                   | Super Smash Bros.                  | Jeu de combat            | Troisième opus de la série Super Smash Bros. |
| 2008  | Wii                | Mario Kart Wii                                            | Mario Kart                         | Jeu vidéo de course      | Sixième opus de la série Mario Kart |
| 2008  | Wii                | Super Mario Stadium Baseball                              | Mario Baseball                     | Jeu vidéo de sport       | Second opus de la série Mario Baseball |
| 2009  | Wii                | Mario et Sonic aux Jeux olympiques d'hiver                | Mario et Sonic aux Jeux olympiques | Jeu vidéo de sport       | Deuxième opus de la série Mario et Sonic aux Jeux olympiques |
| 2009  | Arcade             | Mario Party Fushigi no Korokoro Catcher                   | Mario Party                        | Party Game               | Jeu uniquement sorti au Japon, il est basé sur Mario Party 8 |
| 2009  | Nintendo DS        | Mario et Sonic aux Jeux olympiques d'hiver                | Mario et Sonic aux Jeux olympiques | Jeu vidéo de sport       | - |
| 2010  | Wii                | Mario Sports Mix                                          | -                                  | Jeu vidéo de sport       | Compilation de plusieurs sports dans le même jeu |
| 2011  | Wii                | Mario et Sonic aux Jeux olympiques de Londres 2012        | Mario et Sonic aux Jeux olympiques | Jeu vidéo de sport       | Troisième opus de la série Mario et Sonic aux Jeux olympiques |
| 2011  | Nintendo 3DS       | Mario Kart 7                                              | Mario Kart                         | Jeu vidéo de course      | Septième opus de la série Mario Kart |
| 2012  | Wii                | Fortune Street (Course à la Fortune)                      | Fortune Street                     | -                        | Comparé à son prédécesseur, il a eu une sortie internationale. Second opus de la série Fortune Street. Crossover entre la série Mario et de la série Dragon Quest                   |
| 2012  | Nintendo 3DS       | Mario et Sonic aux Jeux olympiques de Londres 2012        | Mario et Sonic aux Jeux olympiques | Jeu vidéo de sport       | - |
| 2012  | Wii                | Mario Party 9                                             | Mario Party                        | Party game               | Neuvième opus de la série Mario Party |
| 2012  | Nintendo 3DS       | Mario Tennis Open                                         | Mario Tennis                       | Jeu vidéo de tennis      | Quatrième opus de la série Mario Tennis |
| 2013  | Borne d'arcade     | Mario Kart Arcade GP DX                                   | Mario Kart                         | Jeu vidéo de course      | Troisième opus de la série Mario Kart sur borne d'arcade |
| 2013  | Wii U              | Mario et Sonic aux Jeux olympiques d'hiver de Sotchi 2014 | Mario et Sonic aux Jeux olympiques | Jeu vidéo de sport       | Quatrième opus de la série Mario et Sonic aux Jeux olympiques |
| 2013  | Nintendo 3DS       | Mario Party: Island Tour                                  | Mario Party                        | Party game               | Troisième opus de la série Mario Party sur console portable |
| 2014  | Nintendo 3DS       | Yoshi's New Island                                        | Yoshi's Island                     | Jeu de plates-formes     | Suite de Yoshi's Island DS |
| 2014  | Nintendo 3DS       | Mario Golf: World Tour                                    | Mario Golf                         | Jeu de golf              | Quatrième opus de la série Mario Golf |
| 2014  | Wii U              | Mario Kart 8                                              | Mario Kart                         | Jeu vidéo de course      | Huitième opus de la série Mario Kart |
| 2014  | Nintendo 3DS Wii U | Super Smash Bros. for Nintendo 3DS / for Wii U            | Super Smash Bros.                  | Jeu de combat            | Quatrième opus de la série Super Smash Bros. |
| 2015  | Wii U              | Mario Party 10                                            | Mario Party                        | Party game               | Dixième opus de la série Mario Party |
| 2015  | Wii U              | Mario Tennis: Ultra Smash                                 | Mario Tennis                       | Jeu vidéo de tennis      | Cinquième opus de la série Mario Tennis |
| 2016  | Arcade             | Mario Party Fushigi no Challenge World                    | Mario Party                        | Party Game               | Jeu uniquement sorti au Japon |
| 2016  | Wii U Nintendo 3DS | Mario et Sonic aux Jeux olympiques de Rio 2016            | Mario et Sonic aux Jeux olympiques | Jeu vidéo de sport       | Cinquième opus de la série Mario et Sonic aux Jeux olympiques |
| 2016  | Nintendo 3DS       | Mario Party: Star Rush                                    | Mario Party                        | Party game               | Quatrième opus de la série Mario Party sur console portable |
| 2017  | Nintendo 3DS       | Mario Sports Superstars                                   | -                                  | Jeu vidéo de sport       | Compilation de plusieurs sports dans le même jeu |
| 2017  | Borne d'arcade     | Mario Kart Arcade GP VR                                   | Mario Kart                         | Jeu vidéo de course      | Quatrième opus de la série Mario Kart sur borne d'arcade |
| 2017  | Nintendo Switch    | Mario + The Lapins Crétins: Kingdom Battle                | Mario + The Lapins Crétins         | Jeu de rôle              | Dérivé des séries Super Mario et les Lapins Crétins développé par Nintendo et Ubisoft                                                                                               |
| 2017  | Nintendo 3DS       | Mario Party: The Top 100                                  | Mario Party                        | Party game               | Cinquième opus de la série Mario Party sur console portable |
| 2018  | Nintendo Switch    | Mario Tennis Aces                                         | Mario Tennis                       | Jeu vidéo de tennis      | Sixième opus de la série Mario Tennis |
| 2018  | Nintendo Switch    | Super Mario Party                                         | Mario Party                        | Party game               | Onzième opus de la série Mario Party |
| 2018  | Nintendo Switch    | Super Smash Bros. Ultimate                                | Super Smash Bros.                  | Jeu de combat            | Cinquième opus de la série Super Smash Bros. |
| 2019  | Nintendo Switch    | Mario et Sonic aux Jeux olympiques de Tokyo 2020          | Mario et Sonic aux Jeux olympiques | Jeu vidéo de sport       | Sixième opus de la série Mario et Sonic aux Jeux olympiques |
| 2019  | iOS Android        | Mario Kart Tour                                           | Mario Kart                         | Jeu vidéo de course      | - |
| 2021  | Nintendo Switch    | Mario Golf: Super Rush                                    | Mario Golf                         | Jeu de golf              | Cinquième opus de la série Mario Golf |
| 2021  | Nintendo Switch    | Mario Party Superstars                                    | Mario Party                        | Party game               | Douzième jeu de la série Mario Party |
| 2022  | Nintendo Switch    | Mario Strikers: Battle League Football                    | Mario Strikers                     | Jeu vidéo de football    | Troisième opus de la série Mario Strikers |
| 2022  | Nintendo Switch    | Mario + The Lapins Crétins: Sparks of Hope                | Mario + The Lapins Crétins         | Jeu de rôle              | Deuxième opus de la série Mario + The Lapins Crétins |
| 2024  | Nintendo Switch    | Super Mario Party Jamboree                                | Mario Party                        | Party game               | Treizième jeu de la série Mario Party |
| 2025  | Nintendo Switch 2  | Mario Kart World                                          | Mario Kart                         | Jeu vidéo de course      | Neuvième opus de la série Mario Kart |

## Remakes et compilations
Nintendo produit au cours des années de nombreux remakes de la série principale de Mario. Par exemple la série des Super Mario Advance sur Game Boy Advance permet à la fois de faire découvrir les anciens succès de Mario aux nouveaux joueurs et de jouer sur la corde nostalgique des plus anciens, tout cela à moindre coût (les jeux sont déjà faits).
De même que les remakes, Nintendo produits plusieurs compilations d'anciens jeux, dont certains, comme Super Mario All-Stars connaissent un franc succès.
| Année | Console             | Titre                                                                | Notes |
| ----- | ------------------- | -------------------------------------------------------------------- | --- |
| 1986  | Famicom Disk System | All Night Nippon Super Mario Bros.                                   | Version rare de Super Mario Bros.. |
| 1988  | Famicom Disk System | Kaettekita Mario Bros.                                               | Remake de Mario Bros.. |
| 1993  | Super Nintendo      | Super Mario All-Stars                                                | Contient Super Mario Bros., Super Mario Bros. 2, Super Mario Bros. 3 et Super Mario Bros.: The Lost Levels.                                                                                             |
| 1994  | Super Nintendo      | Super Mario All-Stars + Super Mario World                            | Contient Super Mario All-Stars et Super Mario World; il est vendu en bundle avec la SNES. |
| 1997  | Game Boy            | Game & Watch Gallery                                                 | - |
| 1998  | Game Boy Color      | Game & Watch Gallery 2                                               | Contient Donkey Kong. |
| 1999  | Game Boy Color      | Game & Watch Gallery 3                                               | - |
| 1999  | Game Boy Color      | Super Mario Bros. Deluxe                                             | Super Mario Bros. et Super Mario Bros.: The Lost Levels. |
| 2001  | Game Boy Advance    | Super Mario Advance                                                  | Remake ou réédition de Super Mario Bros. 2. |
| 2001  | Game Boy Advance    | Super Mario World: Super Mario Advance 2                             | Remake ou réédition de Super Mario World. |
| 2002  | Game Boy Advance    | Game & Watch Gallery 4                                               | - |
| 2002  | Game Boy Advance    | Yoshi's Island: Super Mario Advance 3                                | Remake de Super Mario World 2: Yoshi's Island. |
| 2003  | Game Boy Advance    | Super Mario Advance 4: Super Mario Bros. 3                           | Remake de Super Mario Bros 3. |
| 2003  | GameCube            | Nintendo Puzzle Collection                                           | Contient Panel de Pon, Dr. Mario et Yoshi's Cookie |
| 2004  | Nintendo DS         | Super Mario 64 DS                                                    | Remake de Super Mario 64. |
| 2009  | Wii                 | Nouvelle façon de jouer ! Mario Power Tennis                         | Portage de Mario Power Tennis nécessitant l'utilisation de la Wiimote. |
| 2010  | Wii                 | Super Mario All-Stars - Édition 25e Anniversaire                     | Contient Super Mario All-Stars, un CD audio regroupant différentes musiques et sons de la série et un livret collector.                                                                                 |
| 2017  | Nintendo 3DS        | Mario & Luigi: Superstar Saga + Les Sbires de Bowser                 | Remake ou réédition de Mario & Luigi : Superstar Saga. |
| 2017  | Nintendo Switch     | Mario Kart 8 Deluxe                                                  | Portage de Mario Kart 8 publié sur Wii U en 2014 qui intègre tout son contenu téléchargeable et ajoute de nouveaux personnages, un emplacement d'objet supplémentaire et de nouveaux modes de bataille. |
| 2018  | Nintendo 3DS        | Luigi's Mansion                                                      | Remake de Luigi's Mansion. |
| 2018  | Nintendo 3DS        | Mario et Luigi : Voyage au centre de Bowser + L'épopée de Bowser Jr. | Remake ou réédition de Mario et Luigi : Voyage au centre de Bowser. |
| 2019  | Nintendo Switch     | New Super Mario Bros. U Deluxe                                       | Portage de New Super Mario Bros. U et New Super Luigi U. |
| 2020  | Nintendo Switch     | Super Mario 3D All-Stars                                             | Contient Super Mario 64, Super Mario Sunshine et Super Mario Galaxy. |
| 2021  | Nintendo Switch     | Super Mario 3D World + Bowser's Fury                                 | Portage de Super Mario 3D World avec un mode exclusif pour Bowser. |
| 2023  | Nintendo Switch     | Super Mario RPG                                                      | Remake ou réédition de Super Mario RPG: Legend of the Seven Stars. |
| 2024  | Nintendo Switch     | Paper Mario: La Porte millénaire                                     | Remake ou réédition de Paper Mario: La Porte millénaire. |
| 2024  | Nintendo Switch     | Nintendo World Championships: NES Edition                            | Reprend des extraits de Donkey Kong, Super Mario Bros., 2, Lost Levels et 3. |

## Caméos et autres apparitions
Mario fait également plusieurs caméos, dans des jeux plus ou moins affiliés à la firme Nintendo. On peut citer entre autres :
| Année | Titre                                       | Commentaires |
| ----- | ------------------------------------------- | --- |
| 1983  | Pinball                                     | Mario apparaît dans un niveau bonus avec Pauline.                                                                                        |
| 1983  | Punch-Out!!                                 | Mario tient le rôle de l'arbitre. |
| 1984  | Tennis                                      | Mario tient le rôle de l'arbitre. |
| 1989  | Alleyway                                    | On voit Mario entrer dans la capsule juste avant le jeu.                                                                                 |
| 1989  | Tetris                                      | On voit Mario avec Donkey Kong, Kid Icarus, Bowser, Luigi, Peach, Samus et Link nous acclamer après avoir réussi un niveau.              |
| 1990  | F-1 Race                                    | On voit Mario entrer dans une Formule 1.                                                                                                 |
| 1990  | Qix                                         | Au Game Over, Mario habillé en mexicain joue de la guitare.                                                                              |
| 1990  | SimCity                                     | Une statue de Mario constitue un trophée.                                                                                                |
| 1992  | The Legend of Zelda: A Link to the Past     | La tête de Mario est visible sur les tableaux, dans des maisons du village Cocorico.                                                     |
| 1996  | Kirby Super Star                            | Mario applaudit Kirby pendant un combat, on peut aussi apercevoir Luigi.                                                                 |
| 1996  | Pilotwings 64                               | Mario remplace une des têtes du Mont Rushmore.                                                                                           |
| 1998  | F-Zero X                                    | Le pilote Mr EAD fait directement référence à Mario.                                                                                     |
| 1998  | The Legend of Zelda: Ocarina of Time        | Une photographie de Mario peut être aperçue derrière une fenêtre du château d'Hyrule.                                                    |
| 2000  | The Legend of Zelda: Majora's Mask          | Le marchand de masque en possède un à l'effigie de Mario.                                                                                |
| 2001  | Luigi's Mansion                             | Luigi doit sauver Mario. |
| 2004  | Metal Gear Solid: The Twin Snakes           | Mario et Yoshi sont en statuette dans un laboratoire. Tirer sur Mario reproduit le bruitage d'une vie récupérée.                         |
| 2005  | Super Princess Peach                        | Peach doit sauver Mario qui s'est fait emprisonner par Bowser.                                                                           |
| 2005  | Yoshi Touch and Go                          | |
| 2005  | Astérix et Obélix XXL 2 : Mission Las Vegum | Apparition en tant que légionnaire (parodie).                                                                                            |
| 2005  | NBA Street V3                               | Dans ce jeu, Mario est jouable. |
| 2005  | SSX On Tour                                 | Dans ce jeu, Mario est jouable. |
| 2006  | Tetris DS                                   | Il y a un niveau à son effigie. |
| 2007  | The Simpsons Game                           | Dans une cinématique, on aperçoit Mario.                                                                                                 |
| 2007  | Wii Fit                                     | Sur une poutre d'un pont, on aperçoit Mario.                                                                                             |
| 2008  | Kirby Super Star Ultra                      | Dans un combat sur le ring contre le Roi Dadidou, on aperçoit sur la gauche, dans les supporters, Mario, Peach et Toad.                  |
| 2011  | Just Dance 3                                | Nous pouvons danser sur une musique de Super Mario Bros. avec Mario.                                                                     |
| 2012  | Tekken Tag Tournament 2 Wii U Version       | Nous pouvons avoir les costumes de Mario et Luigi.                                                                                       |
| 2012  | Scribblenauts Unlimited                     | Nous pouvons avoir Mario ainsi que Yoshi, Peach, Bowser, Link (et son cheval Epona), un goron, Zelda, Toad, Tingle et Ganon dans ce jeu. |
| 2013  | Monster Hunter 4                            | Nous pouvons avoir des costumes de Mario et Luigi.                                                                                       |
| 2013  | Luigi's Mansion 2                           | Luigi doit sauver Mario une seconde fois.                                                                                                |
| 2013  | Rayman Legends                              | Nous pouvons avoir des costumes de Mario et Luigi.                                                                                       |
| 2014  | Yoshi's New Island                          | Mario est caché dans un tuyau et il est nommé Mister Pipe.                                                                               |
| 2017  | Just Dance 2018                             | Nous pouvons danser sur une musique de Super Mario Bros. avec Mario.                                                                     |
| 2019  | Luigi's Mansion 3                           | Luigi doit sauver Mario une troisième fois.                                                                                              |

## Autres jeux

### Super Mario 63
Super Mario 63 est un jeu vidéo flash de plateforme 2D distribué en ligne par Runouw en 2009. Le jeu reprend les péripéties de Super Mario 64 et un gameplay comparable à Super Mario Galaxy, le J.E.T de Super Mario Sunshine, l'objectif étant de retrouver la princesse Peach et de récupérer 64 soleils dispersées dans le Royaume Champignon.
Le jeu a connu un succès espéré auprès des amateurs, notamment en raison de la présence d'un éditeur de niveaux (level designer).
Le 31 juillet 2020 à 4 h 21 (heure de Paris) Runouw annonce la sortie publique du code de la version de 2010 du jeu sur GitHub.

### Mari0
Mari0 est un jeu vidéo open source développé par Maurice Guégan de Stabyourself.net disponible en téléchargement sur Internet depuis le 3 mars 2012 combinant Super Mario Bros. et Portal et incluant un éditeur de niveaux.